# Río Verde (Mato Grosso do Sul)
El río Verde es un río brasileño que discurre por el estado de Mato Grosso do Sul. Desemboca en el río Paraná, formando parte de la Cuenca del Plata, una de las nueve macro cuencas de Brasil. Forma la frontera entre los municipios de Três Lagoas y Brasilândia.
- Datos: Q10362725
- Multimedia: Rio Verde (Mato Grosso do Sul) / Q10362725